# Brit katonai temető (Solymár)
A solymári brit katonai temető – a Brit Nemzetközösség Háborús Sírok Bizottsága (angolul Commonwealth War Graves Commission) által tulajdonolt, Budapesttől északnyugatra, Solymár külterületén, a 10-es főút 14+500-as kilométerszelvénye közelében, a főút és a régi 11 106-os út (Külső Vasút utca) elágazásánál található katonai temető és emlékhely. Nyitvatartási idő nélkül, szabadon, díjtalanul látogatható.

## Története

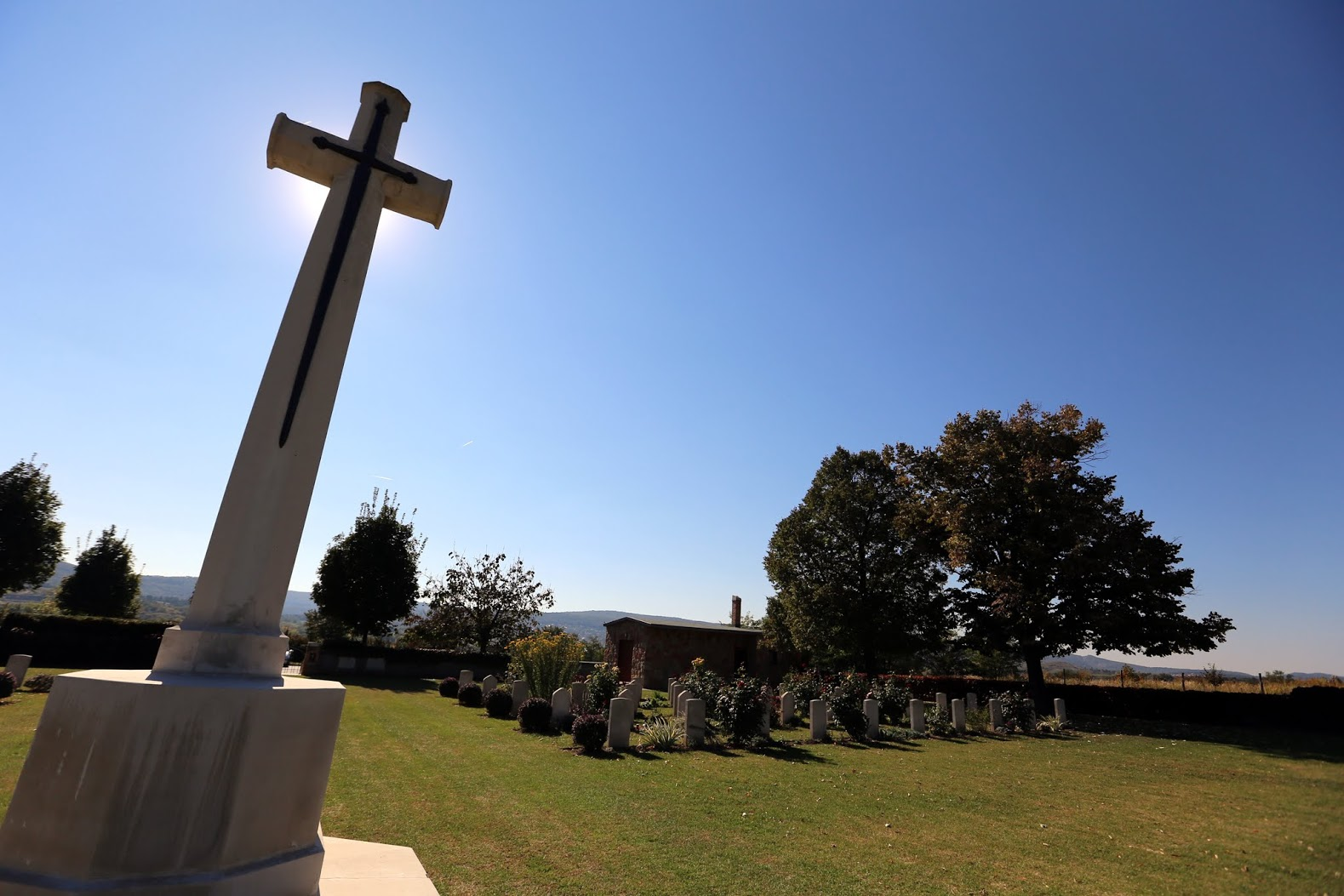
Brit katonai temető

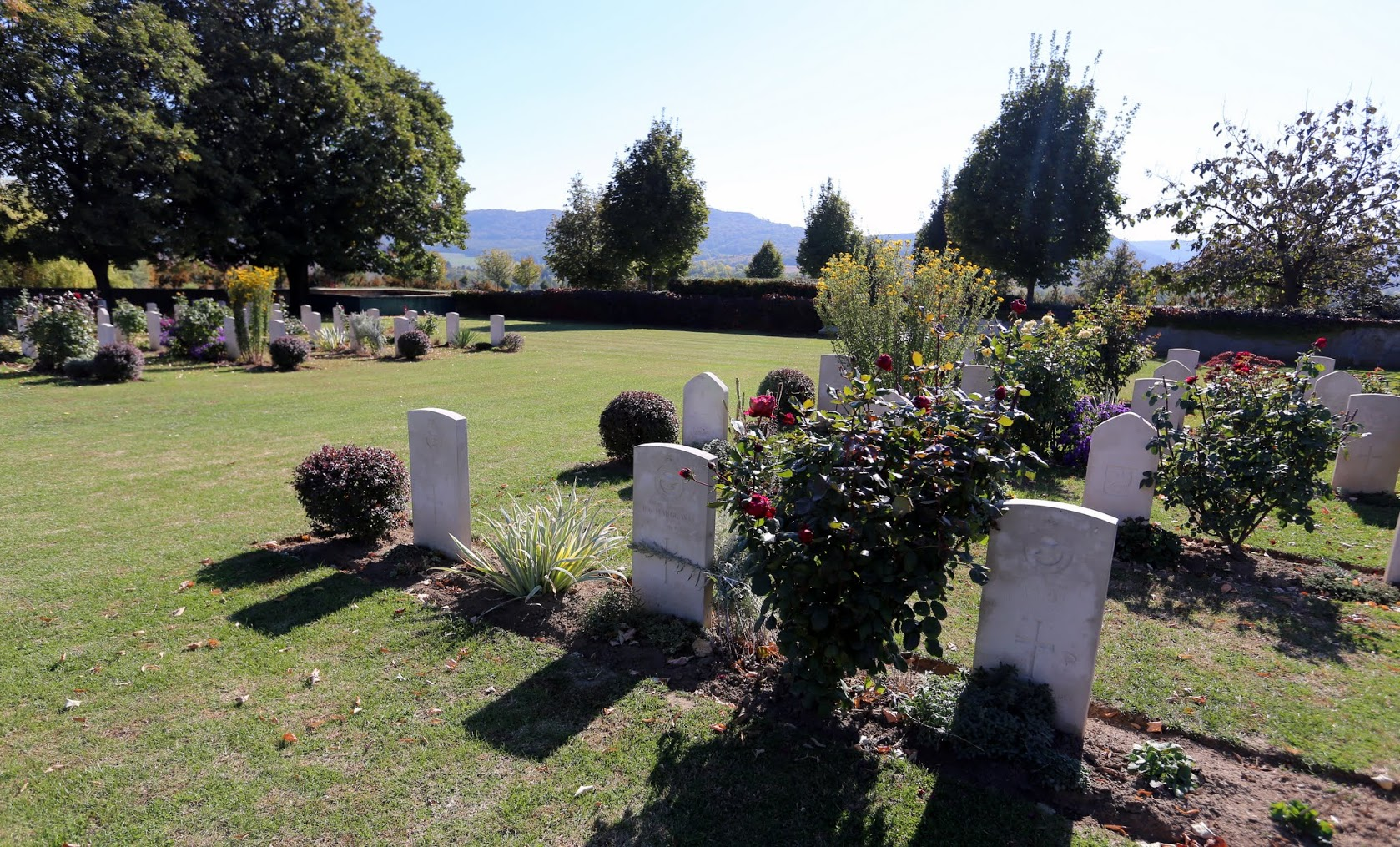
Brit katonai temető

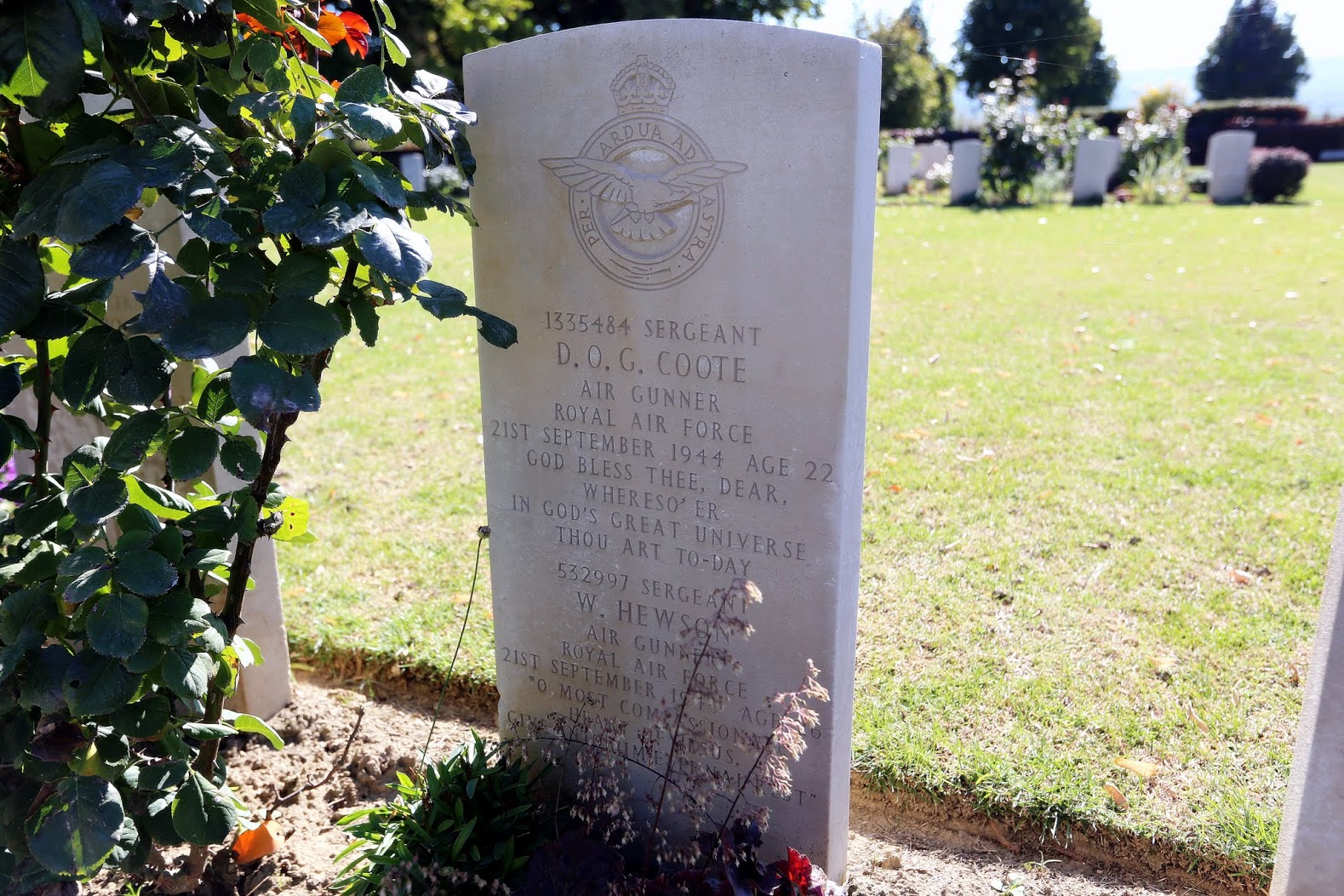
Brit katonai temető

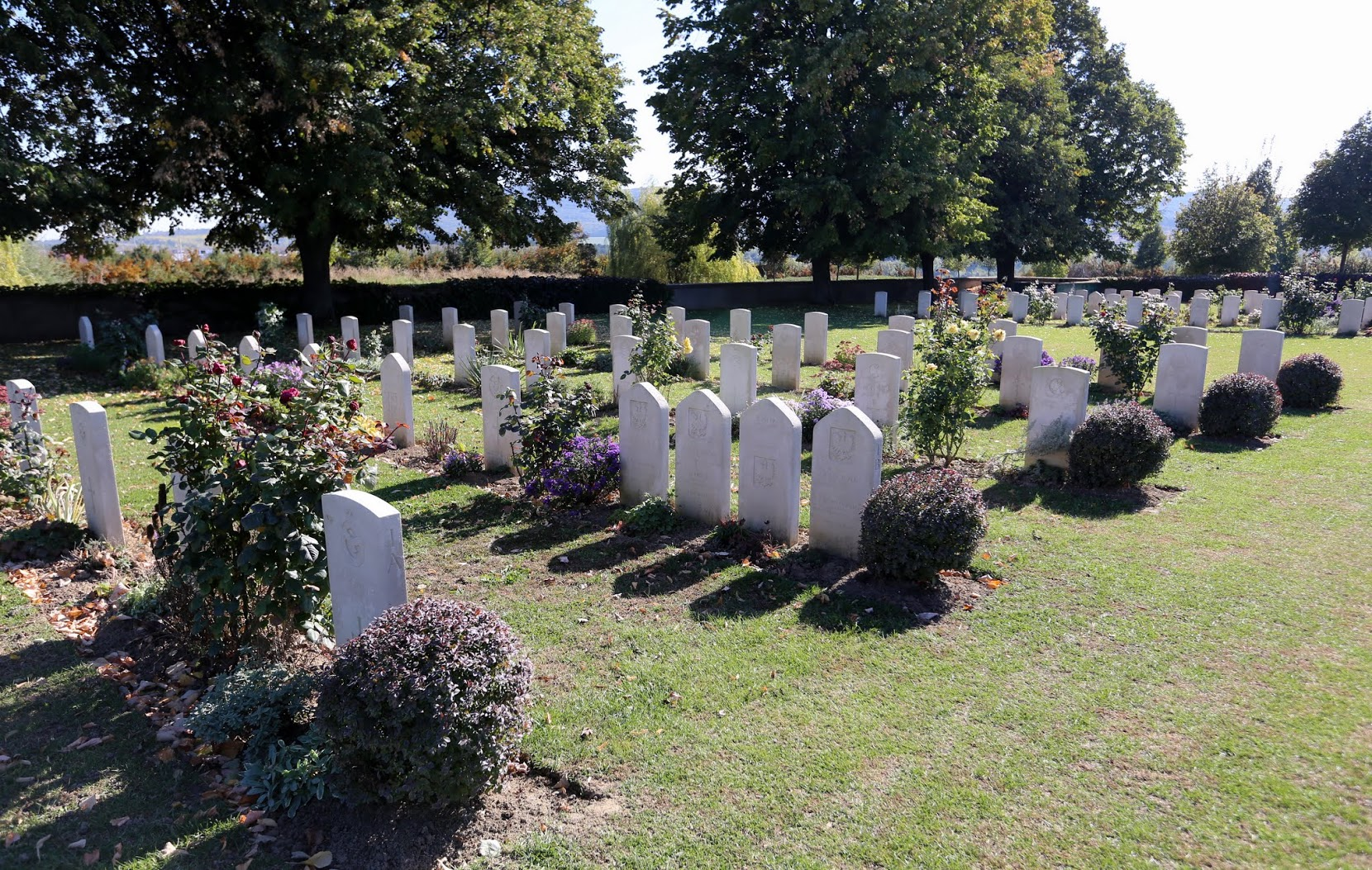
Brit katonai temető

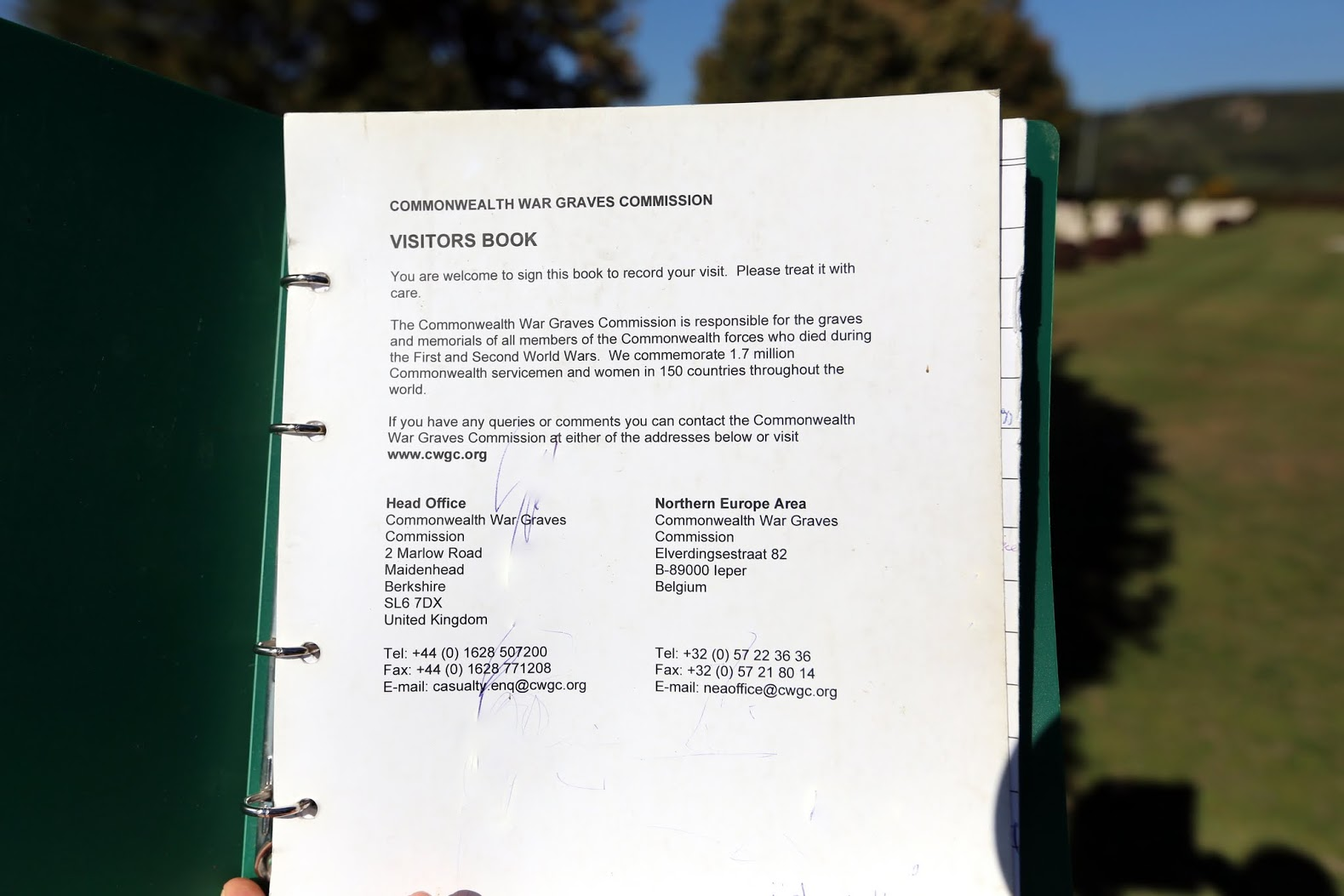
A temető bejáratnál található „látogatók könyve”

Magyarországot a második világháború idején, különösen 1944 májusától az év végéig sok bombázás érte a szövetséges légierők részéről, ennek során azonban a légvédelem, továbbá a magyar és német vadászgépek számos támadó gépet lelőttek. Az elesett szövetséges pilótákat, illetve a lelőtt gépek személyzetének elhunyt tagjait rendszerint a helyszín közelében temették el, a háború után azonban a győztes hatalmak kezdeményezték az idegen földön elesett katonáik közös sírkertbe történő temetését. Magyarországon e célból 1946 végén vásároltak egy katasztrális holdnyi földterületet a Honvédelmi Minisztérium megbízottjai Solymár községtől – pontosabban Majtényi (Milbich) János akkori községi bíró földjéből –, majd a brit kormánynak ajándékozták az ingatlant, sírkert létesítésének céljára a területet.
A Brit Birodalom Háborús Sírok Bizottsága (Commonwealth War Graves Commission) 1947. február 18-án kapta meg az engedélyt a katonai temető létesítésére, ezt követően exhumáltatták és ide szállíttatták a Magyarország területén felkutatott, a brit nemzetközösséghez tartozó elesett – többségében 20-22 éves korukban elhunyt – katonák holttesteit.
A sírkertet 1947. május 2-án szentelték fel angol katonai díszpompával rendezett nagyszabású ünnepség keretében. A ceremónián magyar részről részt vett Tildy Zoltán köztársasági elnök, Nagy Ferenc miniszterelnök, Jékely László miniszter, az elnöki hivatal főnöke, Gyöngyösi János külügyminiszter, Dinnyés Lajos honvédelmi miniszter, Varga Béla, a Nemzetgyűlés elnöke és Kővágó József budapesti polgármester is. A Szövetséges Ellenőrző Bizottság részéről Vlagyimir Szviridov altábornagy, a bizottság helyettes elnöke, Edgecombe tábornok, az angol katonai misszió vezetője, és számos más diplomáciai vezető vett részt. Az MTI aznapi beszámolója szerint koszorúzott még az avatáson a Független Kisgazdapárt három nemzetgyűlési képviselője (Pongrácz Aladár, Antall József és Virág Géza), a Magyar Kommunista Párt egy központi küldöttje, a magyar rendőrség képviselője, valamint a Kisgazdapárt solymári szervezete képviseletében fehér ruhás helyi leányok egy csoportja.
Érdekesség, hogy 1994-ben állítólag felmerült lehetőségként, hogy ide helyezzék át a budapesti Szabadság téren álló szovjet hősi emlékművet, sőt II. Alekszij orosz pátriárka, az orosz ortodox egyház feje vállalta is volna, hogy felszenteli azt az új helyén. Egy sajtóhír szerint ehhez a solymári önkormányzat ingyen át is adta volna a szükséges nagyságú területet, de a kezdeményezésből végül mégsem lett semmi. Solymári forrásokban ennek a szóban forgó önkormányzati hozzájárulásnak ezidáig nem bukkant fel nyoma.

## Leírása
A temető négy, szimmetrikusan elhelyezkedő parcellából áll, valamennyi sír fölé többé-kevésbé egységesen kialakított síremlék került, melyeken az ott nyugvó áldozat neve, kora, rangja és nemzetisége van feltüntetve. A sírkertben összesen hét nemzet 200-nál több katonája – 128 angol mellett 6 kanadai, 13 ausztrál, 6 új-zélandi, 1 francia, 20 dél-afrikai, valamint 37 lengyel – nyugszik, ez utóbbira az ad magyarázatot, hogy a világháború második felében lengyel légierő katonái Angliába menekültek, és attól kezdve brit zászló alatt harcoltak. Több síremléken nincsen felirat, ezek alatt azon katonák nyugszanak, akiknek a személyazonosságát meg sem tudták állapítani. A temető közepén álló nagy méretű márvány keresztnél a felállítása óta minden évben két alkalommal tartanak koszorúzást a magyar kormány és a diplomáciai testületek képviselői, a háborús áldozatok emlékére.
A temetőt alacsony – hozzávetőleg 120-140 centiméteres átlagmagasságú – terméskő kerítés veszi körül, melynek bejárata eredetileg a 10-es út felől, vagyis az északi oldalról, a sírkert előtt létesített Volánbusz-megállóhely közvetlen közelében nyílott. 2005 körül átépítették a temető ezen körítőfalát, az addigi északi bejáratot lezárták, s helyette a déli oldalon létesítettek új bejáratot. A temető bejáratától délre ugyanebben az időben gépjárműparkoló is létesült, amely elegendően nagy méretű ahhoz, hogy az évenkénti megemlékezések idején a honvédség autóbuszai is kényelmesen elférjenek itt.

## Híres látogatók
- Peter Cosgrove, Ausztrália főkormányzója 2017 szeptemberében látogatta meg a temetőt.[7]